# Александровка (Давлекановський район)
Алекса́ндровка (рос. Александровка, башк. Александровка) — присілок у складі Давлекановського району Башкортостану, Росія. Входить до складу Алгинської сільської ради.
Населення — 233 особи (2010; 228 в 2002).
Національний склад:
- росіяни — 51 %